# Bình Ninh, Đồng Tháp
Bình Ninh là một xã thuộc tỉnh Đồng Tháp, Việt Nam.

## Địa lý
Xã Bình Ninh có vị trí địa lý:
- Phía đông giáp xã Vĩnh Hựu.
- Phía tây giáp tỉnh Vĩnh Long, ranh giới là sông Mỹ Tho.
- Phía nam giáp xã Tân Thới, ranh giới là sông Mỹ Tho.
- Phía bắc giáp các xã Chợ Gạo, An Thạnh Thủy và Vĩnh Bình.

Xã Bình Ninh có diện tích 46,64 km², dân số năm 2025 là 36.131 người, mật độ dân số đạt 774 người/km².

## Lịch sử
Ngày 16 tháng 6 năm 2025, Ủy ban Thường vụ Quốc hội ban hành Nghị quyết số 1663/NQ-UBTVQH15 về việc sắp xếp các đơn vị hành chính cấp xã của tỉnh Đồng Tháp năm 2025. Theo đó, sắp xếp toàn bộ diện tích tự nhiên, quy mô dân số của các xã Xuân Đông, Hòa Định và Bình Ninh thành xã mới có tên gọi là xã Bình Ninh.
Sau khi sáp nhập, xã Bình Ninh có 46,64 km² diện tích tự nhiên và dân số 36.131 người.